# Episodi di Archer (undicesima stagione)
L'undicesima stagione della serie animata Archer, composta da 8 episodi, è andata in onda sul canale televisivo FXX, dal 16 settembre al 28 ottobre 2020.
Inizialmente prevista per il 6 maggio 2020, la stagione fu poi posticipata a causa della pandemia di COVID-19.
In Italia la stagione è stata resa interamente disponibile l'11 dicembre 2020, dal servizio di video on demand Netflix.
| nº | Codice di produzione | Titolo originale   | Titolo italiano       | Prima TV USA      | Pubblicazione Italia |
| -- | -------------------- | ------------------ | --------------------- | ----------------- | -------------------- |
| 1  | XAR011001            | The Orpheus Gambit | La mossa di Orfeo     | 16 settembre 2020 | 11 dicembre 2020     |
| 2  | XAR011002            | Bloodsploosh       | Spargimento di sangue | 16 settembre 2020 | 11 dicembre 2020     |
| 3  | XAR011003            | Helping Hands      | Il complice           | 23 settembre 2020 | 11 dicembre 2020     |
| 4  | XAR011004            | Robot Factory      | La fabbrica di robot  | 30 settembre 2020 | 11 dicembre 2020     |
| 5  | XAR011005            | Best Friends       | Migliori amici        | 7 ottobre 2020    | 11 dicembre 2020     |
| 6  | XAR011006            | The Double Date    | Uscita a quattro      | 14 ottobre 2020   | 11 dicembre 2020     |
| 7  | XAR011007            | Caught Napping     | Il rapimento          | 21 ottobre 2020   | 11 dicembre 2020     |
| 8  | XAR011008            | Cold Fusion        | Fusione fredda        | 28 ottobre 2020   | 11 dicembre 2020     |

## La mossa di Orfeo
- Titolo originale: The Orpheus Gambit
- Diretto da: Chad Hurd
- Scritto da: Mark Ganek

### Trama
Archer, risvegliatosi dal coma, svolge la sua prima missione da spia, dovendosi adattare alle nuove dinamiche di gruppo dei suoi colleghi, formatesi in questi suoi tre anni di assenza.
- Guest star: Jamie Lee Curtis (agente Bruchstein), Stephen Tobolowsky (Robert).
- Ascolti USA: telespettatori 379.000[6].

## Spargimento di sangue
- Titolo originale: Bloodsploosh
- Diretto da: Pierre Cerrato
- Scritto da: Mike Arnold

### Trama
Per catturare un trafficante d'armi internazionale, la squadra s'infiltra in un torneo di arti marziali. Toccherà a Cyril combattere per creare un diversivo alla squadra.
- Guest star: Coby Bell (Conway Stern).
- Ascolti USA: telespettatori 307.000[6].

## Il complice
- Titolo originale: Helping Hands
- Diretto da: Casey Willis
- Scritto da: Shana Gohd

### Trama
Sterling si intromette nella missione di Cyril e Lana che devono rubare una tecnologia sperimentale a casa di un'introversa inventrice.
- Guest star: D'Arcy Carden (Hands).
- Ascolti USA: telespettatori 239.000[7].

## La fabbrica di robot
- Titolo originale: Robot Factory
- Diretto da: Matt Thompson
- Scritto da: Matt Roller

### Trama
Archer si trova costretto a collaborare col suo acerrimo nemico Barry Dylan, per distruggere una fabbrica dove viene costruito un esercito di Barry robot che vuole conquistare il mondo.
- Guest star: Dave Willis (Barry Dylan), Simon Pegg (Aleister).
- Ascolti USA: telespettatori 288.000[8].

## Migliori amici
- Titolo originale: Best Friends
- Diretto da: Chi Duong Sato
- Scritto da: Matt Roller

### Trama
Archer mette alla prova il suo nuovo maggiordomo Aleister, restandone affascinato. Intanto quest'ultimo attenta segretamente, più volte, alla vita di Cyril, ritenendolo il miglior agente segreto.
- Guest star: Simon Pegg (Aleister).
- Ascolti USA: telespettatori 308.000[9].

## Uscita a quattro
- Titolo originale: The Double Date
- Diretto da: Marcus Rosentrater
- Scritto da: Shane Kosakowski

### Trama
Archer e la sua nuova fiamma Gabrielle organizzano un'uscita a quattro con Lana e suo marito Robert.
- Guest star: Stephen Tobolowsky (Robert), Nicole Byer (Gabrielle), Brian T. Delaney (Kyle).
- Ascolti USA: telespettatori 361.000[10].

## Il rapimento
- Titolo originale: Caught Napping
- Diretto da: Justin Wagner
- Scritto da: Mark Ganek

### Trama
Il rapimento di AJ, con una richiesta di riscatto, spinge Robert a chiedere aiuto ad Archer e la sua squadra.
- Guest star: Stephen Tobolowsky (Robert), Jamie Lee Curtis (Peregrine).
- Ascolti USA: telespettatori 327.000[11].

## Fusione fredda
- Titolo originale: Cold Fusion
- Diretto da: Casey Willis
- Scritto da: Mark Ganek

### Trama
L'intera squadra si reca in Antartide, per indagare su un misterioso omicidio in una remota base scientifica.
- Guest star: Pamela Adlon (Sandra), Kayvan Novak (Rex Licardo).
- Ascolti USA: telespettatori 309.000[12].